# Aeroporto di Volgograd
L'aeroporto Internazionale di Volgograd (in russo: Международный Аэропорт Волгоград), ufficialmente denominato aeroporto internazionale di Stalingrado, e precedentemente conosciuto anche come Aeroporto di Volgograd-Gumrak o  (IATA: VOG, ICAO: URWW) è un aeroporto civile internazionale situato a 15 km a nord-est dalla città di Volgograd nell'oblast' di Volgograd in Russia.
L'aeroporto è la base tecnica della compagnia aerea russa Volga-Aviaexpress.

## Storia
- 1933 - Fondazione dell'Aeroporto di Gumrak
- 1994 - L'Aeroporto di Volgograd diventa un aeroporto internazionale
- 1998 - Aeroporto Internazionale di Volgograd diventa uno dei principali aeroporti della Russia
- 2008 - Il traffico dei passeggeri all'Aeroporto di Volgograd era di 456.643 persone con una crescita del 20,1% rispetto all'anno precedente.
- 2013 - Nell'aprile è stato inaugurato la zona internazionale VIP dell'aeroporto di Volgograd.[5]

## Gestione
L'Holding russa "Gli Aeroporti del Sud" che gestisce l'aeroporto è sotto il controllo del gruppo russo "BasEl" sotto il controllo di uno dell'oligarca russo Oleg Deripaska.
Fanno parte dell'holding insieme con l'aeroporto, l'Aeroporto di Soči-Adler, l'Aeroporto di Anapa-Vitjazevo, l'Aeroporto di Krasnodar-Pashkovskij, l'Aeroporto di Gelendzhik e la compagnia aerea russa Kuban Airlines.

## Dati tecnici
L'aeroporto dispone di una pista attiva di 2.500 m x 49 m e di un'area dei parcheggi per gli aerei: 42 posti per gli aerei a medio/lungo raggio e 91 posti per gli aerei a corto raggio.
L'aeroporto è attrezzato per l'atterraggio/decollo e la manutenzione dei seguenti modelli di velivoli: Airbus A320, Airbus A319, Airbus A318, Boeing 737, Boeing 757, Antonov An-12, Antonov An-24, Antonov An-26, Antonov An-140, Ilyushin Il-18, Ilyushin Il-76, Ilyushin Il-114, Saab 2000, Tupolev Tu-134, Tupolev Tu-154, Tupolev Tu-204, Tupolev Tu-214, Yakovlev Yak-40, Yakovlev Yak-42.
La pista dell'aeroporto è attrezzata per tutti i tipi di elicotteri.

## Servizi
Le strutture dell'aeroporto di Volgograd-Gumrak comprendono:
- Biglietteria con sportello
- Capolinea autolinee, interscambio autobus, taxi
- Bar e fast food
- Ristorante
- Polizia di frontiera
- Dogana
- Ambulatorio medico e veterinario
- Banca e cambiavalute
- Edicola
- Servizi Igienici

Inoltre l'aeroporto dispone di un albergo.